# Julio Mayora
Julio Mayora, né le 2 septembre 1996 à Maiquetía, est un haltérophile vénézuélien.

## Biographie
Julio Mayora est médaillé de bronze à l'arraché et au total dans la catégorie des moins de 667 kg aux Championnats du monde d'haltérophilie 2018 à Ashgabat. Il remporte la médaille d'or dans la catégorie des moins de 73 kg aux Jeux panaméricains de 2019 à Lima. Aux Jeux olympiques d'été de 2020 à Tokyo, il est médaillé d'argent dans la catégorie des moins de 73 kg.
Il est nommé porte-drapeau de la délégation du Venezuela aux Jeux olympiques d'été de 2024 en compagnie de la judokate Anriquelis Barrios (en).

## Palmarès

### Jeux olympiques
- Jeux olympiques d'été de 2020 à Tokyo
  -  Médaille d'argent en moins de 73 kg.

### Championnats du monde
- Championnats du monde d'haltérophilie 2018 à Ashgabat, Turkménistan
  -  Médaille de bronze au total et à l'arraché en moins de 67 kg.

### Jeux panaméricains
- Jeux panaméricains de 2019 à Lima
  -  Médaille d'or en moins de 73 kg.